# Diocesi di Massa Carrara-Pontremoli

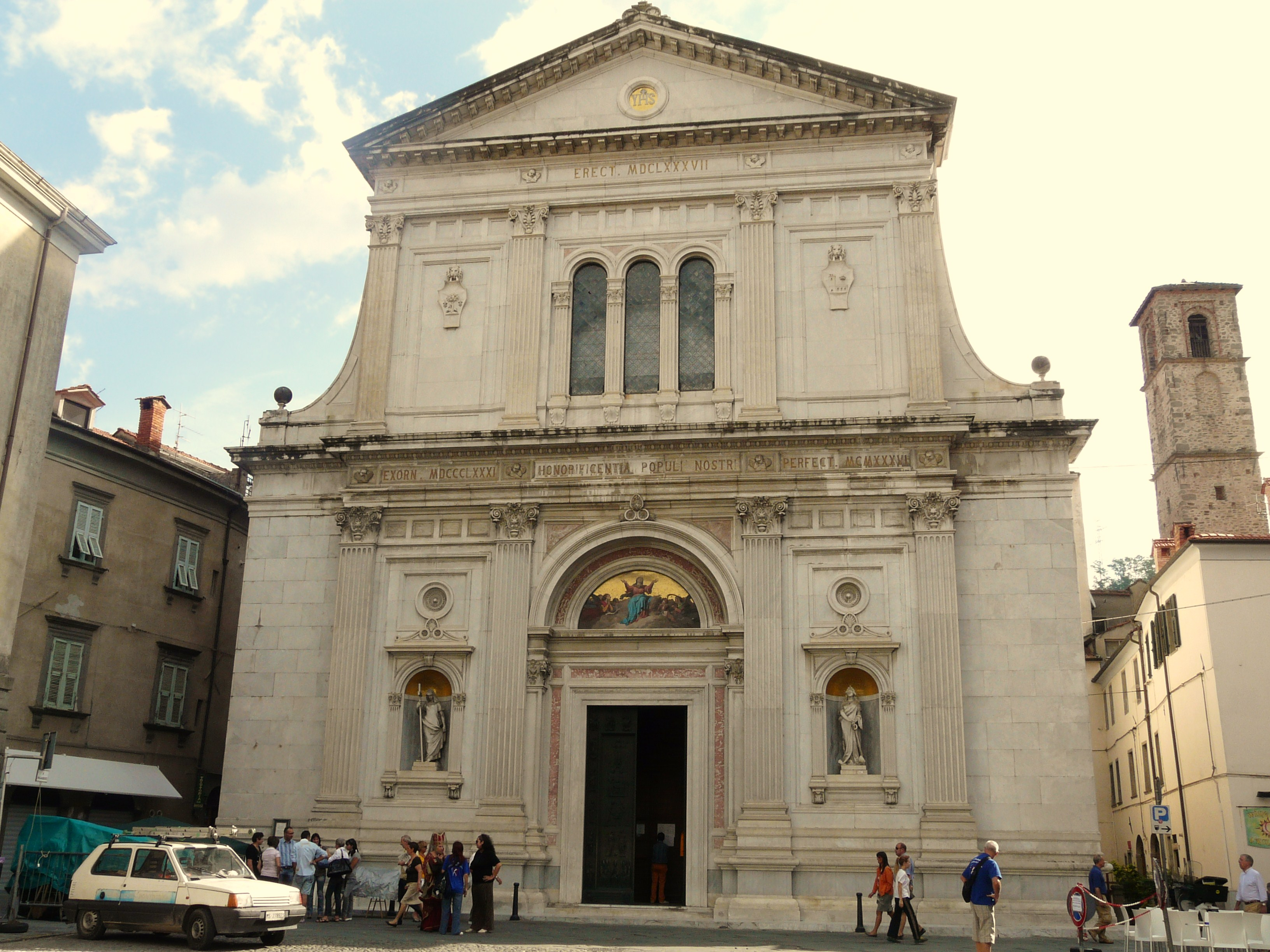
La concattedrale di Santa Maria del Popolo a Pontremoli

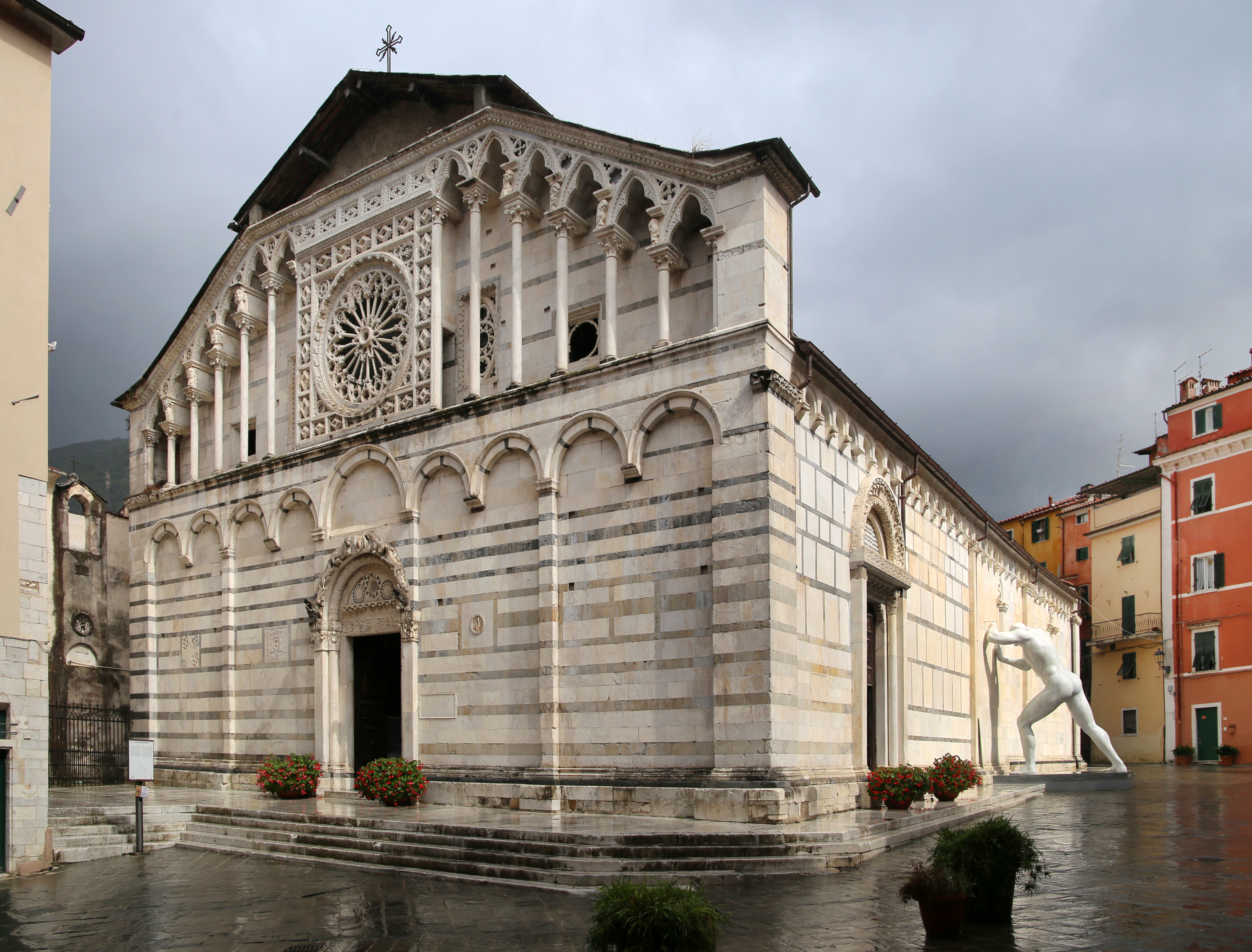
L'insigne collegiata di Sant'Andrea a Carrara

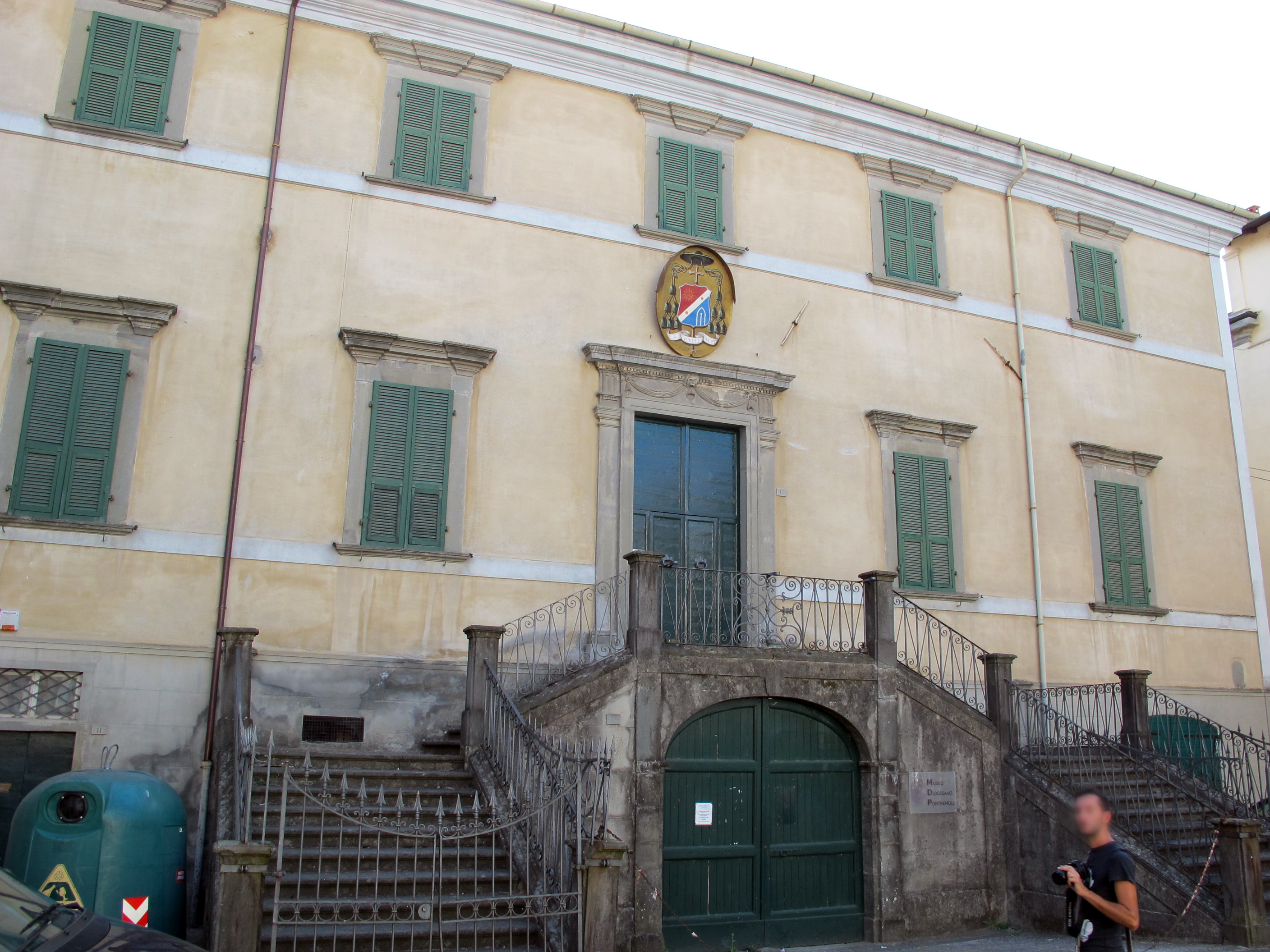
L'ex palazzo vescovile di Pontremoli, sede del museo diocesano pontremolese

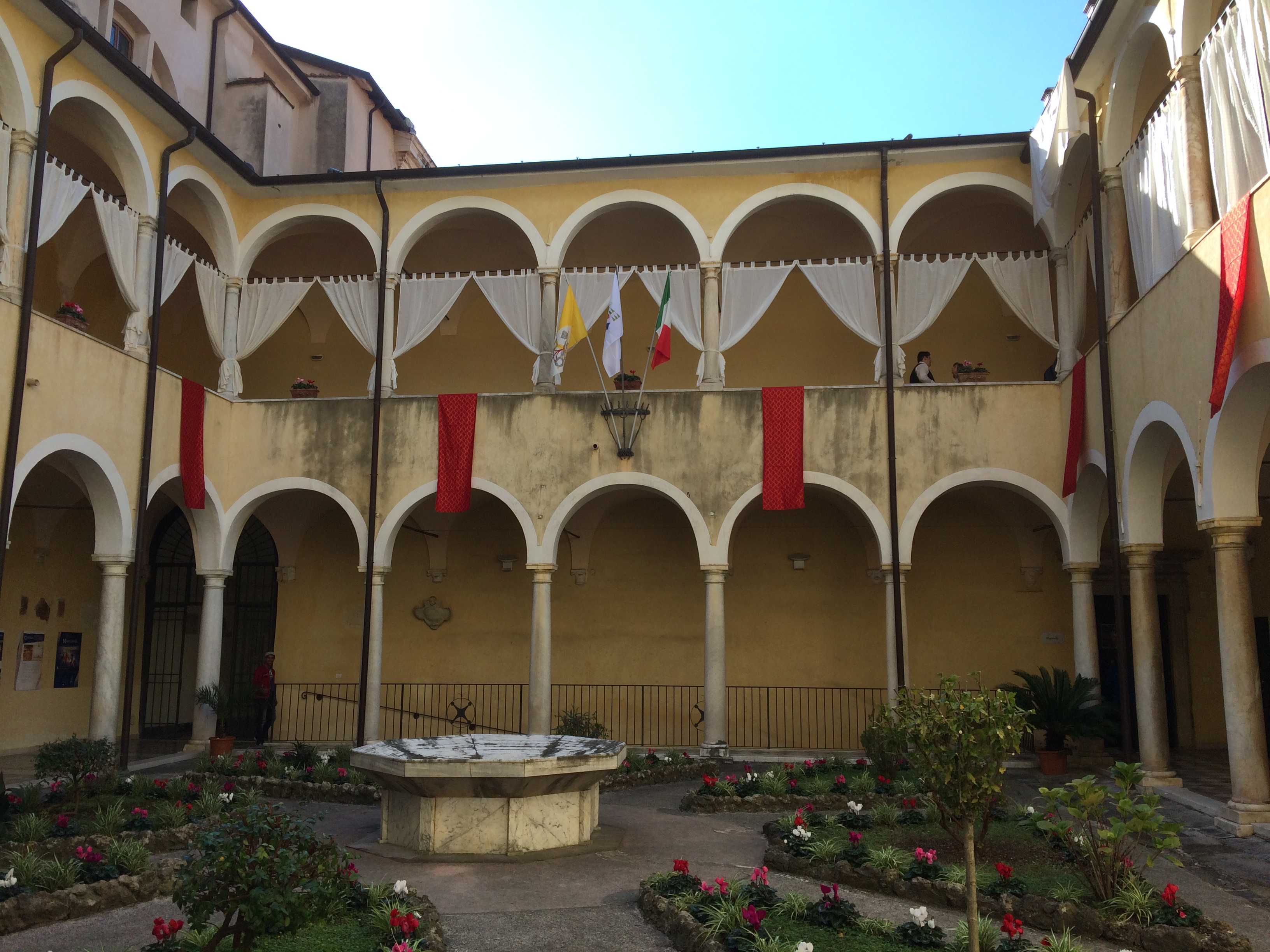
Chiostro del seminario vescovile maggiore di Massa

La diocesi di Massa Carrara-Pontremoli (in latino Dioecesis Massensis-Apuana) è una sede della Chiesa cattolica in Italia suffraganea dell'arcidiocesi di Pisa appartenente alla regione ecclesiastica Toscana. Nel 2023 contava 204.100 battezzati su 207.910 abitanti. È retta dal vescovo Mario Vaccari, O.F.M.

## Territorio
Il territorio della diocesi corrisponde a quello della provincia di Massa-Carrara, più parte del comune di Albareto in provincia di Parma.
Sede vescovile è la città di Massa, dove si trova la basilica cattedrale dei Santi Pietro e Francesco. A Pontremoli sorge la concattedrale di Santa Maria del Popolo e a Carrara l'insigne collegiata di Sant'Andrea.

### Vicariati e parrocchie
Il territorio si estende su 1174 km² ed è suddiviso in 6 vicariati e 244 parrocchie:
- il vicariato di Massa comprende 37 parrocchie nei comuni di Massa e Montignoso;
- il vicariato di Carrara comprende 34 parrocchie nei comuni di Carrara e Fosdinovo;
- il vicariato di Aulla comprende 38 parrocchie nei comuni di Aulla, Licciana Nardi, Comano, Podenzana e Tresana;
- il vicariato di Villafranca comprende 44 parrocchie nei comuni di Villafranca in Lunigiana, Bagnone, Filattiera e Mulazzo;
- il vicariato di Pontremoli comprende 42 parrocchie nei comuni di Pontremoli, Zeri e Albareto;
- il vicariato di Fivizzano comprende 49 parrocchie nei comuni di Casola in Lunigiana e Fivizzano.

A loro volta i vicariati sono raggruppati in due zone pastorali: la zona pastorale "Costa" si estende sui vicariati di Massa e di Carrara; la zona pastorale "Lunigiana" comprende gli altri quattro vicariati.

## Storia
L'odierna diocesi nasce dall'unione di due precedenti sedi vescovili di recente istituzione: la diocesi di Pontremoli, sorta nel 1797, e quella di Massa, eretta nel 1822.

### Diocesi di Pontremoli
Il territorio che in seguito andò a costituire la diocesi di Pontremoli faceva parte fin dall'antichità della diocesi di Luni, denominata Luni-Sarzana dal 1465, anche se dal 1133, con l'erezione della diocesi di Brugnato, alcuni enti ecclesiastici dipesero da quest'ultima; a partire alla metà del XVII secolo questo territorio fu annesso da Ferdinando II de' Medici al Granducato di Toscana.
La diocesi di Pontremoli, chiamata dioecesis Apuana nella bolla di istituzione, fu eretta il 4 luglio 1797 con la bolla In suprema di papa Pio VI, e resa suffraganea dell'arcidiocesi di Pisa. Il territorio della nuova diocesi fu costituito da 123 parrocchie, quasi tutte sottratte alla diocesi di Luni-Sarzana, eccetto tre che appartenevano alla diocesi di Brugnato, i cui vescovi avevano avuto sede proprio a Pontremoli per due secoli, tra il 1302 e il 1502.
Nello stesso anno il papa definì anche il numero e le dignità concesse al capitolo della cattedrale di Santa Maria Assunta, chiamata Santa Maria del Popolo. L'anno successivo le parrocchie di Seravezza furono scorporate da Pontremoli ed assegnate all'arcidiocesi di Pisa.
Il 17 dicembre 1853 con la lettera apostolica Dum universi gregis papa Pio IX dispose che la diocesi di Pontremoli cedesse 59 parrocchie alla diocesi di Massa e ricevesse come compensazione 17 parrocchie dalla stessa diocesi di Massa: Casola, Argigliano, Codiponte, Casciana, Ugliancaldo, Monte dei Bianchi, Equi Aiola, Monzone, Vinca, Tenerano, Cecina, Madrignano, Calice ossia Castello di Calice, Santa Maria ossia Pieve di Calice, Borseda e Veppo. Tuttavia, questo scambio di parrocchie doveva avere effetto alla prima sede vacante e nel 1855 le 17 parrocchie che erano appartenute alla diocesi di Massa passarono sotto la giurisdizione della diocesi di Pontremoli. Nel 1872 il vescovo di Pontremoli Michelangelo Orlandi ottenne dalla Santa Sede un decreto, datato 20 maggio, con cui si sospendeva l'attuazione della lettera apostolica del 1853, evitando di cedere le 59 parrocchie alla diocesi di Massa. Nel 1899 il vescovo di Massa Emilio Maria Miniati scrisse alla Santa Sede, illustrando che le 17 parrocchie erano state cedute per compensazione, ma la sua diocesi non aveva mai ricevuto le 59 parrocchie per cui la compensazione era stata prevista, chiedendo che l'effetto della sospensione richiesto dal vescovo di Pontremoli riguardasse anche la cessione delle 17 parrocchie, già avvenuta nel 1855. Papa Leone XIII accolse la richiesta del vescovo di Massa e il 9 febbraio 1901 con il decreto Apostolicis litteris la Sacra Congregazione Concistoriale stabilì che 17 parrocchie fossero restituite alla diocesi di Massa.
Nel 1855 la diocesi di Pontremoli si ampliò incorporando tre parrocchie che erano appartenute alla diocesi di Luni-Sarzana e due che erano appartenute alla diocesi di Brugnato.
Nel 1955 cedette le parrocchie di San Nicola di Caprigliola e di San Martino di Albiano Magra alla diocesi della Spezia.
Il 13 luglio 1962, in forza della lettera apostolica Etruriae illa regio, papa Giovanni XXIII ha proclamato la Beata Maria Vergine Assunta in Cielo patrona principale della diocesi Apuana.

### Diocesi di Massa
La diocesi di Massa fu eretta il 18 febbraio 1822 con la bolla Singularis Romanorum di papa Pio VII, e resa suffraganea dell'arcidiocesi di Pisa. Il territorio della nuova diocesi fu costituito da 112 parrocchie sottratte alla diocesi di Luni-Sarzana. Già a metà Settecento vi erano stati seri tentativi di creare una diocesi per il Ducato di Massa e Principato di Carrara, nel 1757 la duchessa regnante Maria Teresa Cybo-Malaspina aveva ottenuto dell'imperatore Francesco I di costituire per la futura mensa vescovile una rendita di 12.000 fiorini su beni feudali, nel 1797 la figlia ed erede Maria Beatrice d'Este avrebbe ottenuto l'istituzione della diocesi massense, ma la concomitante situazione politica (ossia l'invasione dei rivoluzionari francesi in Italia) rese impossibile la sua attuazione.
La novità rispondeva ad una chiara richiesta politica del Ducato di Massa di avere una propria diocesi. L'anno successivo il nuovo papa Leone XII aggiunse altre parrocchie, comprese nel vicariato di Garfagnana e nel priorato di Castiglione, che erano appartenute all'arcidiocesi di Lucca.
Nel dicembre 1853, in forza della bolla Dum universi di papa Pio IX, la diocesi di Massa si ampliò incorporando altre 9 parrocchie che erano appartenute all'arcidiocesi di Lucca e costituenti il vicariato di Gallicano. Per effetto dello stesso decreto dal 1855 al 1901 cedette 17 parrocchie alla diocesi di Pontremoli.
Il 22 agosto 1855 la diocesi entrò a far parte della provincia ecclesiastica dell'arcidiocesi di Modena. Il 23 aprile 1926 tuttavia tornò ad essere suffraganea dell'arcidiocesi di Pisa in forza della bolla Inter coetera di papa Pio XI.
Il 20 luglio 1939 mutò nome in "diocesi di Apuania" (in latino: Dioecesis Apuaniensis), in seguito alla nascita l'anno precedente del comune di Apuania, che univa quelli di Massa, Carrara e Montignoso. Questa nuova denominazione fu mantenuta fino al 30 settembre 1986 quando tornò al nome di dioecesis Massensis.
Nel 1959 furono cedute le 12 parrocchie in provincia della Spezia alla diocesi di Brugnato; contestualmente furono annesse alla diocesi di Massa le parrocchie di San Nicola di Caprigliola e di San Martino di Albiano Magra, appartenute dal 1955 alla diocesi della Spezia e in precedenza a quella di Pontremoli.
Nel 1970 il vescovo Aldo Forzoni spostò la residenza vescovile dall'antico palazzo nel centro di Massa al seminario vescovile; l'antica sede ospita oggi il museo diocesano e l'archivio storico della diocesi.

### Sedi unite
Il 23 febbraio 1988 è stata stabilita la plena unione delle due diocesi; la nuova circoscrizione ecclesiastica ha assunto il nome attuale e ha avuto come primo vescovo Bruno Tommasi, già vescovo di Pontremoli.
Il 5 settembre 1992 la diocesi ha ceduto all'arcidiocesi di Lucca le 106 parrocchie in provincia di Lucca, che costituivano il vicariato della Garfagnana. Nel 2003 la diocesi assunse la sua odierna fisionomia territoriale con la cessione alla diocesi di Piacenza-Bobbio delle parrocchie di Baselica e di Valdena nel comune di Borgo Val di Taro.
Tra il 2003 e il 2006 la diocesi ha celebrato il primo sinodo del terzo millennio.

## Cronotassi
Si omettono i periodi di sede vacante non superiori ai 2 anni o non storicamente accertati.

### Vescovi di Massa
- Francesco Maria Zoppi † (17 novembre 1823 - 1º ottobre 1832 dimesso)
- Francesco Strani † (23 giugno 1834 - 16 dicembre 1855 deceduto)
- Giacomo Bernardi † (16 giugno 1856 - 23 dicembre 1871 deceduto)
- Giovanni Battista Alessio Tommasi † (6 maggio 1872 - 7 agosto 1887 deceduto)
- Amilcare Tonietti † (25 novembre 1887 - 12 giugno 1893 nominato vescovo di Montalcino)
- Emilio Maria Miniati † (18 maggio 1894 - 29 aprile 1909 dimesso[20])
- Giovanni Battista Marenco, S.D.B. † (29 aprile 1909 - 7 gennaio 1917 dimesso[21])
- Giuseppe Bertazzoni † (30 giugno 1917 - 2 luglio 1933 deceduto)
- Cristoforo Arduino Terzi, O.F.M. † (11 maggio 1934 - 10 luglio 1945 dimesso[22])
- Carlo Boiardi † (30 ottobre 1945 - 24 febbraio 1970 deceduto)
- Aldo Forzoni † (23 aprile 1970 - 23 febbraio 1988 ritirato)

### Vescovi di Pontremoli
- Girolamo Pavesi † (24 luglio 1797 - 25 luglio 1820 deceduto)
- Adeodato Venturini, O.S.B. † (13 agosto 1821 - 1º settembre 1837 deceduto)
- Michelangelo Orlandi † (23 dicembre 1839 - 9 novembre 1874 deceduto)
- Serafino Milani, O.F.M.Obs. † (21 dicembre 1874 - 11 febbraio 1889 dimesso[23])
- David Camilli † (11 febbraio 1889 - 16 gennaio 1893 nominato vescovo di Fiesole)
- Alfonso Maria Mistrangelo, Sch.P. † (16 gennaio 1893 - 19 giugno 1899 nominato arcivescovo di Firenze)
- Angelo Antonio Fiorini, O.F.M.Cap. † (15 settembre 1899 - 5 maggio 1929 deceduto)
- Giovanni Sismondo † (6 febbraio 1930 - 30 settembre 1954 dimesso[24])
- Giuseppe Fenocchio † (11 dicembre 1954 - 10 giugno 1983 ritirato)
- Bruno Tommasi † (10 giugno 1983 - 23 febbraio 1988 nominato vescovo di Massa Carrara-Pontremoli)

### Vescovi di Massa Carrara-Pontremoli
- Bruno Tommasi † (23 febbraio 1988 - 20 marzo 1991 nominato arcivescovo di Lucca)
- Eugenio Binini (20 luglio 1991 - 19 maggio 2010 ritirato)
- Giovanni Santucci (19 maggio 2010 - 15 gennaio 2021 dimesso)[25]
- Mario Vaccari, O.F.M., dal 24 febbraio 2022

## Prelati originari della diocesi
- San Francesco Fogolla, O.F.M. (Montereggio, 1839 - Taiyuan, 1900), vescovo titolare di Bagi (1898-1900) in qualità di coadiutore del vicario apostolico dello Shansi Settentrionale, canonizzato il 1º ottobre 2000 da papa Giovanni Paolo II.
- Venerabile Giovanni Francesco Maria Tenderini (Carrara, 17 ottobre 1668 - Civita Castellana, Viterbo, 1º marzo 1739), vescovo di Civita Castellana e Orte (1719 - 1739)
- Andrea Sarti (Rontano, 1849 - Pistoia, 1915), vescovo di Guastalla (1897-1909), vescovo di Pistoia e Prato (1909-1915).
- Luigi Rosa (Montelungo, 1883 - Bagnoregio, 1971), vescovo di Bagnoregio (1942-1971).
- Giovanni Battista Scapinelli di Leguigno (Verolanuova, 1908 - Città del Vaticano, 1971), sottosegretario della Congregazione per i Religiosi (1950-1956), sottosegretario agli Affari straordinari presso la Segreteria di Stato vaticana (1956-1961), assessore della Congregazione per le Chiese orientali (1961-1965), arcivescovo titolare di Laodicea al Libano (1962-1971).
- Paolo Bertoli (Camporgiano, 1908 - Roma, 2001), nunzio apostolico in Francia (1960-1969); cardinale diacono di San Girolamo della Carità (1969-1973); prefetto della Congregazione delle cause dei santi (1969-1973); cardinale presbitero di San Girolamo dei Croati (1973-1979); Camerlengo di Santa Romana Chiesa (1979-1985); cardinale vescovo di Frascati (1979-2001).
- Armando Umberto Gianni, O.F.M.Cap. (Gragnola, 1939), vescovo emerito di Bouar (1978-2017).
- Alberto Silvani (Virgoletta, 1946), vescovo emerito di Volterra (2007-2022).
- Guglielmo Borghetti (Carrara, 1954), vescovo di Pitigliano-Sovana-Orbetello (2010-2015); vescovo di Albenga-Imperia (dal 2016).

## Statistiche
La diocesi nel 2023 su una popolazione di 207.910 persone contava 204.100 battezzati, corrispondenti al 98,2% del totale.
| anno                                | popolazione | popolazione | popolazione | presbiteri | presbiteri | presbiteri | presbiteri                | diaconi | religiosi | religiosi | parrocchie |
| anno                                | battezzati  | totale      | %           | numero     | secolari   | regolari   | battezzati per presbitero | diaconi | uomini    | donne     | parrocchie |
| ----------------------------------- | ----------- | ----------- | ----------- | ---------- | ---------- | ---------- | ------------------------- | ------- | --------- | --------- | ---------- |
| diocesi di Apuania (Massa Carrara)  |             |             |             |            |            |            |                           |         |           |           |            |
| 1949                                | 198.000     | 200.000     | 99,0        | 269        | 234        | 35         | 736                       |         | ?         | ?         | 216        |
| 1959                                | 196.070     | 196.500     | 99,8        | 251        | 215        | 36         | 781                       |         | 49        | 387       | 212        |
| 1970                                | 203.290     | 203.454     | 99,9        | 229        | 192        | 37         | 887                       |         | 46        | 354       | 218        |
| 1980                                | 204.495     | 205.505     | 99,5        | 214        | 178        | 36         | 955                       |         | 46        | 303       | 222        |
| diocesi di Pontremoli               |             |             |             |            |            |            |                           |         |           |           |            |
| 1950                                | 70.000      | 70.000      | 100,0       | 178        | 156        | 22         | 393                       |         | 28        | 113       | 132        |
| 1970                                | 39.970      | 40.000      | 99,9        | 138        | 123        | 15         | 289                       |         | 17        | 109       | 132        |
| 1980                                | 37.540      | 37.560      | 99,9        | 123        | 109        | 14         | 305                       |         | 16        | 66        | 132        |
| diocesi di Massa Carrara-Pontremoli |             |             |             |            |            |            |                           |         |           |           |            |
| 1990                                | 237.073     | 238.560     | 99,4        | 272        | 232        | 40         | 871                       |         | 62        | 339       | 352        |
| 1999                                | 199.691     | 200.971     | 99,4        | 206        | 157        | 49         | 969                       | 14      | 52        | 270       | 246        |
| 2000                                | 198.000     | 199.354     | 99,3        | 180        | 147        | 33         | 1.100                     | 14      | 38        | 268       | 246        |
| 2001                                | 197.775     | 199.375     | 99,2        | 182        | 154        | 28         | 1.086                     | 18      | 38        | 252       | 246        |
| 2002                                | 200.710     | 201.800     | 99,5        | 187        | 160        | 27         | 1.073                     | 18      | 36        | 286       | 246        |
| 2003                                | 198.000     | 200.000     | 99,0        | 174        | 143        | 31         | 1.137                     | 18      | 35        | 234       | 246        |
| 2004                                | 197.000     | 199.000     | 99,0        | 172        | 138        | 34         | 1.145                     | 18      | 40        | 231       | 244        |
| 2013                                | 200.390     | 205.770     | 97,4        | 144        | 120        | 24         | 1.391                     | 26      | 30        | 190       | 244        |
| 2016                                | 201.000     | 206.750     | 97,2        | 125        | 103        | 22         | 1.608                     | 28      | 26        | 182       | 244        |
| 2019                                | 201.820     | 206.050     | 97,9        | 119        | 99         | 20         | 1.695                     | 30      | 23        | 166       | 244        |
| 2021                                | 203.500     | 207.050     | 98,3        | 125        | 107        | 18         | 1.628                     | 28      | 20        | 160       | 244        |
| 2023                                | 204.100     | 207.910     | 98,2        | 123        | 105        | 18         | 1.659                     | 28      | 20        | 157       | 244        |